# アリッサ・チア
アリッサ・チア（賈 静雯、ピンイン：Jiǎ Jìngwén、英名：Alyssa Chia、1974年10月7日 - ）は、台湾台北市出身の女優。代表作に『倚天屠龍記』『君のいる場所』『儂本多情』などがある。

## 人物・来歴
台北市出身。芸能事務所にスカウトされ、1990年に広告『妞妞甜八宝』のモデルとして起用されたのを機にデビュー。後に北京電影学院を卒業。子供向け番組の司会を経て、ドラマ『七世夫妻之梁山伯与祝英台』の主役出演でブレイクする。2001年から本格的に中国で活動し、2003年にイギリスの男性雑誌「FHN」で「アジアで最もセクシーな女優」に選ばれた。
2019年、15年ぶりに出演した台湾ドラマ『悪との距離』で金鐘奨主演女優賞を受賞した。
2021年、映画『瀑布』で金馬奨主演女優賞を受賞した。

## 私生活
2005年、実業家の孫志浩と結婚し、同年長女を出産したが、2010年に離婚。
2014年、俳優の修杰楷と再婚。翌2015年5月、修との間に女児を授かり、妊娠5ヶ月目であることを公表した。2020年現在、修との間に2児を儲けている。

## 出演作品

### 映画
- 若葉のころ（2015年）
- 瀑布（2021年）
- キャンドルスティック（2025年）[5]

### テレビドラマ
- 小李飛刀（1999年）
- 至尊紅顔（2003年、日本未公開）
- 君のいる場所（2004年）
- 二人の王女（2012年）
- 恋してる 愛してる（2013年） - 丁曉玲 役
- 天龍八部〈新版〉（2013年） - 李秋水 役
- 宮鎖連城（2014年、日本未公開） - 杏雨 役
- 獵場（2017年、日本未公開） - 蔡婉妤 役
- 悪との距離（2019年） - 宋喬安（ソン・チャオアン） 役
- 罪夢者（2019年） - 蔣靜芳 役
- 成化十四年〜都に咲く秘密〜（2020年） - 万貴妃 役
- ママ、やめて!（2022年）兼製作
- ふたりの私（2022年）
- 此の時、この瞬間に（2023年）

### ミュージックビデオ
- 1996年　張克帆「愛錯了」
- 1997年　山風點伙「深藏不露」
- 2003年　周華健「好想哭」
- 2010年　齊秦「張三的歌」
- 2015年　陳嘉樺「信愛成癮」
- 2019年　呉克群「我和被愛保持距離」

### CM/イメージキャラクター
- 2021年　LIXIL[6]

## 慈善活動
- 2022年 家扶基金會 「無窮世代」[7]